# مشهد العز بن عبد السلام
ضريح شيخ الإسلام قاضي القضاة العز بن عبد السلام «عز الرجال» هو أحد المساجد التي أنشئت في عصر الدولة الأيوبية في مصر .

## وصفه
يقع الضريح في منطقة البساتين بالقرب من جبانة التونسي وجبانة الإمام الليث وهو الآن بحالة خربة وإن كانت بقاياه تدل على أنه يشبه إلى حد كبير من الناحية المعمارية القباب التي أقيمت في أوائل العصر المملوكي، مثل قبة شجرة الدر وقبة الأشرف خليل بن قلاوون وقبة الخلفاء العباسيين وكلها ترجع إلى النصف الثاني من القرن السابع الهجري.
ويتكون ضريح ابن عبد السلام من مربع كبير يبلغ طول ضلعه 15 متر ومن المرجح أنه مغطى بقبة مرتفعة مثل القباب السالفة الذكر. وبحائط القبلة توجد خمسة محاريب أكبرها يتوسط الحائط واثنان على كل جانب وفي وسط الضريح توجد مقبرة عليها بناء مرتفع لعله كان مغطى بتابوت خشبى كما هي العادة في ذلك الوقت.

## وصلات خارجية
- آثار القاهرة الإسلامية نسخة محفوظة 31 مايو 2014 على موقع واي باك مشين.